# Fello Star de Labé
El Fello Star de Labé és un club de futbol guineà de la ciutat de Labé.

## Palmarès
- Lliga guineana de futbol:[1]
  - 2006, 2008, 2009

- Copa guineana de futbol:[2]
  - 2002, 2004